# Infest (album)
Infest je druhé album americké nu-metalové (dnes hard rockové) skupiny Papa Roach. Bylo vydáno 25. dubna 2000 a stalo se dvacátým nejlépe prodávaným albem téhož roku ve Spojených státech. 21. července 2001 bylo certifikováno jako 3x platinové a jedná se tedy o nejlépe prodávané album skupiny. Z desky pocházející celkem tři singly a to Last Resort, Between Angels and Insects a Broken Home. Díky CD dostala skupina nominaci Grammy.

## Seznam skladeb
1. Infest – 4:09
2. Last Resort – 3:19 Videoklip
3. Broken Home – 3:41 Videoklip
4. Dead Cell – 3:06
5. Between Angels And Insects – 3:54 Videoklip
6. Blood Brothers – 3:33
7. Revenge – 3:42
8. Snakes – 3:29
9. Never Enough – 3:35
10. Binge – 3:47
11. Thrown Away – 9:37 (zahrnuje skrytou píseň Tightrope)

### Edice proUK
1. Legacy – 3.04
2. Dead Cell Živě – 3:51
3. Last Resort (CD - ROM Video) – 3:20

## Umístění
| Rok  | Hitparáda      | Pozice |
| ---- | -------------- | ------ |
| 2000 | USA            | 5      |
| 2000 | Austrálie      | 50     |
| 2000 | Kanada         | 5      |
| 2000 | Velká Británie | 9      |
| 2000 | Německo        | 5      |

## Obsazení
Papa Roach
- Jacoby Shaddix - Vokály
- Jerry Horton - Elektrická kytara, vokály v pozadí
- Tobin Esperance - Basová kytara, vokály v pozadí
- Dave Buckner - Bicí